# Campionati italiani invernali di nuoto 2014
I XVII Campionati italiani invernali di nuoto si sono svolti a Riccione il 19 ed il 20 dicembre 2014. È stata utilizzata la vasca da 50 metri.
Le gare sono state disputate in serie.

## Podi

### Uomini
| Evento               | Oro                                                                                               | Tempo                             | Argento                                                                                  | Tempo                             | Bronzo                                                                                      | Tempo                             |
| Stile libero         |                                                                                                   |                                   |                                                                                          |                                   |                                                                                             |                                   |
| 50 m                 | Marco Orsi                                                                                        | 21.64                             | Federico Bocchia                                                                         | 22.47                             | Luca Leonardi                                                                               | 22.58                             |
| 100 m                | Marco Orsi                                                                                        | 48.16                             | Luca Leonardi                                                                            | 49.12                             | Michele Santucci                                                                            | 49.57                             |
| 200 m                | Gabriele Detti                                                                                    | 1'49.76                           | Damiano Lestingi                                                                         | 1'50.13                           | Riccardo Maestri                                                                            | 1'50.59                           |
| 400 m                | Gabriele Detti                                                                                    | 3'48.61                           | Damien Joly                                                                              | 3'53.35                           | Riccardo Maestri                                                                            | 3'54.76                           |
| 800 m                | Gregorio Paltrinieri                                                                              | 7'50.24                           | Damien Joly                                                                              | 7'51.82                           | Gabriele Detti                                                                              | 7'57.29                           |
| 1500 m               | Gregorio Paltrinieri                                                                              | 14'57.08                          | Gabriele Detti                                                                           | 15'03.11                          | Damien Joly                                                                                 | 15'16.75                          |
| Dorso                |                                                                                                   |                                   |                                                                                          |                                   |                                                                                             |                                   |
| 50 m                 | Niccolò Bonacchi                                                                                  | 25.37                             | Simone Sabbioni                                                                          | 25.74                             | Stefano Mauro Pizzamiglio                                                                   | 25.88                             |
| 100 m                | Simone Sabbioni                                                                                   | 54.23                             | Christopher Ciccarese                                                                    | 54.96                             | Niccolò Bonacchi                                                                            | 55.22                             |
| 200 m                | Christopher Ciccarese                                                                             | 1'58.95                           | Luca Mencarini                                                                           | 1'59.12                           | Emanuel Turchi                                                                              | 2'01.39                           |
| Rana                 |                                                                                                   |                                   |                                                                                          |                                   |                                                                                             |                                   |
| 50 m                 | Andrea Toniato                                                                                    | 27.45                             | Francesco Di Lecce                                                                       | 27.86                             | Claudio Fossi                                                                               | 28.00                             |
| 100 m                | Andrea Toniato                                                                                    | 1'01.08                           | Lorenzo Antonelli                                                                        | 1'01.53                           | Edoardo Giorgetti                                                                           | 1'01.695                          |
| 200 m                | Quentin Coton                                                                                     | 2'12.29                           | Edoardo Giorgetti                                                                        | 2'13.17                           | Flavio Bizzarri                                                                             | 2'13.45                           |
| Farfalla             |                                                                                                   |                                   |                                                                                          |                                   |                                                                                             |                                   |
| 50 m                 | Andrey Govorov                                                                                    | 23.65                             | Francois Heersbrandt                                                                     | 23.89                             | Piero Codia                                                                                 | 23.97                             |
| 100 m                | Piero Codia                                                                                       | 52.32                             | Matteo Rivolta                                                                           | 52.56                             | Daniele D'Angelo                                                                            | 53.00                             |
| 200 m                | Francesco Pavone                                                                                  | 1'57.85                           | Carlos Peralta Gallego                                                                   | 1'58.04                           | Matteo Pellizari                                                                            | 1'58.32                           |
| Misti                |                                                                                                   |                                   |                                                                                          |                                   |                                                                                             |                                   |
| 200 m                | Federico Turrini                                                                                  | 2'00.61                           | Davide Cova                                                                              | 2'01.24                           | Luca Angelo Dioli                                                                           | 2'01.56                           |
| 400 m                | Federico Turrini                                                                                  | 4'19.83                           | Lorenzo Tarocchi                                                                         | 4'21.25                           | Francesco Pavone                                                                            | 4'21.87                           |
| Staffette            |                                                                                                   |                                   |                                                                                          |                                   |                                                                                             |                                   |
| 4x100 m stile libero | Gruppo Sportivo Fiamme Oro Roma Stefano Mauro Pizzamiglio Luca Leonardi Lucio Spadaro Marco Orsi  | 3'19"34 51"13 49"29 50"57 48"35   | SMGM Team Lombardia Alessandro Bori Mattia Schirru Valerio Coggi Filippo Magnini         | 3'19"36 50"70 49"99 49"39 49"28   | Centro Sportivo Esercito Piero Codia Nicolangelo Di Fabio Niccolò Bonacchi Federico Turrini | 3'22"55 50"58 50"31 50"82 50"84   |
| 4x100 m misti        | Gruppo Sportivo Fiamme Oro Roma Christopher Ciccarese Edoardo Giorgetti Matteo Rivolta Marco Orsi | 3'38"05 55"29 1'00"73 52"22 49"81 | Centro Sportivo Esercito Simone Sabbioni Fabio Scozzoli Piero Codia Nicolangelo Di Fabio | 3'39"37 55"12 1'01"83 52"33 50"09 | Gruppo Sportivo Forestale Matteo Giordano Flavio Bizzarri Luca Angelo Dioli Marco Belotti   | 3'40"65 57"88 1'00"36 53"29 49"12 |

### Donne
| Evento               | Oro                                                                                               | Tempo                               | Argento                                                                                     | Tempo                               | Bronzo                                                                                        | Tempo                                 |
| Stile libero         |                                                                                                   |                                     |                                                                                             |                                     |                                                                                               |                                       |
| 50 m                 | Erika Ferraioli                                                                                   | 25"02                               | Giada Galizi Silvia Di Pietro                                                               | 25"52                               |                                                                                               |                                       |
| 100 m                | Erika Ferraioli                                                                                   | 54"30                               | Aglaia Pezzato                                                                              | 55"42                               | Giada Galizi                                                                                  | 55'67                                 |
| 200 m                | Stefania Pirozzi                                                                                  | 1'58"71                             | Coralie Balmy                                                                               | 1'58"95                             | Chiara Masini Luccetti                                                                        | 1'59"80                               |
| 400 m                | Coralie Balmy                                                                                     | 4'08"64                             | Martina Rita Caramignoli                                                                    | 4'11"14                             | Chiara Masini Luccetti                                                                        | 4'11"25                               |
| 800 m                | Aurora Ponselé                                                                                    | 8'33"23                             | Coralie Balmy                                                                               | 8'36"89                             | Martina Rita Caramignoli                                                                      | 8'37"14                               |
| 1500 m               | Martina Rita Caramignoli                                                                          | 16'13"76                            | Aurora Ponselé                                                                              | 16'18"41                            | Rachele Bruni                                                                                 | 16'23"70                              |
| Dorso                |                                                                                                   |                                     |                                                                                             |                                     |                                                                                               |                                       |
| 50 m                 | Stefania Cartapani                                                                                | 28"74                               | Arianna Barbieri                                                                            | 29"01                               | Laura Letrari                                                                                 | 29"02                                 |
| 100 m                | Margherita Panziera                                                                               | 1'01"24                             | Carlotta Zofkova                                                                            | 1'01"43                             | Veronica Neri                                                                                 | 1'01"67                               |
| 200 m                | Margherita Panziera                                                                               | 2'10"15                             | Carlotta Zofkova                                                                            | 2'12"18                             | Martina Rossi                                                                                 | 2'15"42                               |
| Rana                 |                                                                                                   |                                     |                                                                                             |                                     |                                                                                               |                                       |
| 50 m                 | Arianna Castiglioni                                                                               | 31"43                               | Martina Carraro                                                                             | 31"65                               | Ilaria Scarcella                                                                              | 32"02                                 |
| 100 m                | Arianna Castiglioni                                                                               | 1'07"95                             | Ilaria Scarcella                                                                            | 1'09"04                             | Giulia Verona                                                                                 | 1'10"01                               |
| 200 m                | Giulia Verona                                                                                     | 2'27"88                             | Francesca Fangio                                                                            | 2'29"20                             | Elisa Celli                                                                                   | 2'29"58                               |
| Farfalla             |                                                                                                   |                                     |                                                                                             |                                     |                                                                                               |                                       |
| 50 m                 | Silvia Di Pietro                                                                                  | 26"63                               | Elena Gemo                                                                                  | 26"87                               | Elena Di Liddo                                                                                | 27"20                                 |
| 100 m                | Ilaria Bianchi                                                                                    | 57"74                               | Elena Di Liddo                                                                              | 59"06                               | Claudia Tarzia                                                                                | 1'00"10                               |
| 200 m                | Alessia Polieri                                                                                   | 2'10"46                             | Teresa Strickner                                                                            | 2'11"77                             | Emanuela Albenzi                                                                              | 2'12"07                               |
| Misti                |                                                                                                   |                                     |                                                                                             |                                     |                                                                                               |                                       |
| 200 m                | Stefania Pirozzi                                                                                  | 2'13"94                             | Luisa Trombetti                                                                             | 2'14"35                             | Carlotta Toni                                                                                 | 2'16"11                               |
| 400 m                | Luisa Trombetti                                                                                   | 4'43"73                             | Carlotta Toni                                                                               | 4'48"96                             | Ilaria Cusinato                                                                               | 4'50"38                               |
| Staffette            |                                                                                                   |                                     |                                                                                             |                                     |                                                                                               |                                       |
| 4x100 m stile libero | Centro Sportivo Esercito Laura Letrari Alice Nesti Giorgia Biondani Erika Ferraioli               | 3'43"49 56"84 56"71 55"84 54"10     | Circolo Canottieri Aniene Elena Di Liddo Rachele Ceracchi Lucrezia Raco Federica Pellegrini | 3'44"62 56"75 56"47 57"11 54"29     | Gruppo Sportivo Forestale Chiara Masini Luccetti Elena Gemo Carlotta Zofkova Silvia Di Pietro | 3'47"83 56"10 57"63 58"58 55"52       |
| 4x100 m misti        | Circolo Canottieri Aniene Margherita Panziera Ilaria Scarcella Elena Di Liddo Federica Pellegrini | 4'03"90 1'01"51 1'09"44 58"68 54"27 | Gruppo Nuoto Fiamme Gialle Arianna Barbieri Lisa Fissneider Alessia Polieri Alice Mizzau    | 4'08"97 1'01"91 1'11"17 59"89 56"00 | SMGM Team Lombardia Stefania Cartapani Giulia Verona Emanuela Albenzi Eleonora Costa          | 4'09"52 1'02"83 1'09"74 1'00"54 56"41 |